# Reza Samani

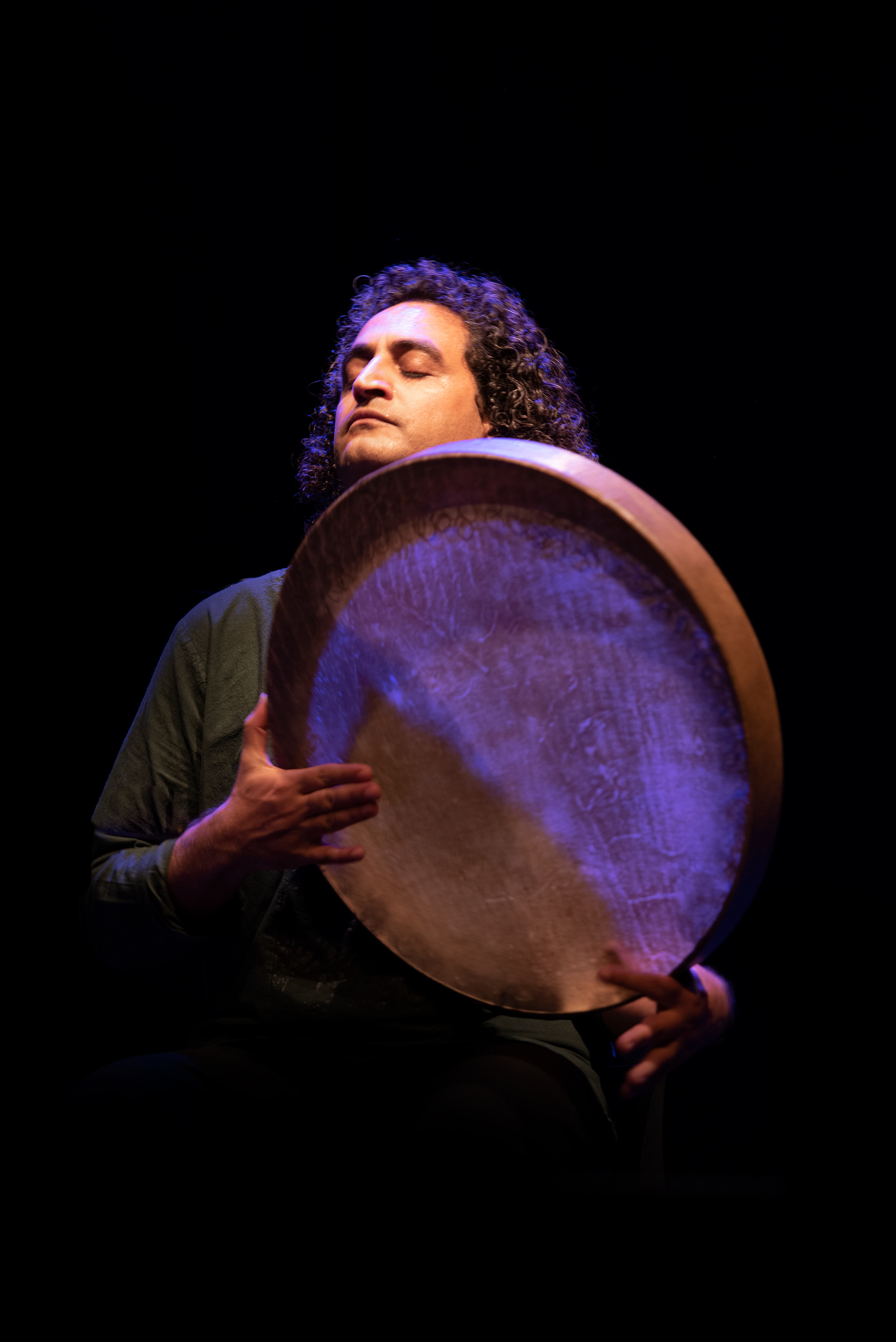
Reza Samani

Reza Samani (persisch رضا سامانی; * 5. Mai 1977 in Saman, Chahar Mahal, Iran) ist ein iranisch-deutscher Musiker mit den Hauptinstrumenten Tombak und Daf.

## Studium und Lehrtätigkeit
Reza Samani studierte seit seiner Kindheit zunächst bei seinem Bruder Behnam die iranischen Perkussionsinstrumente Tombak und Daf. Später erweiterte er sein Instrumentarium u. a. um verschiedene Arten von Rahmentrommeln und die Udu. Neben der Perkussion gilt sein Interesse iranischen Blasinstrumenten wie Sornay, Karnay und Neyanban, die er bei Meistermusikern wie Khodadad Gholami, Ruzali Nurbakhsh und Mahmud Sharifi studierte, sowie der Ney.
Samani lebt seit 1999 in Deutschland und aktuell in Köln.
Neben seinen internationalen Konzertaktivitäten unterrichtet er in verschiedenen Städten Deutschlands und in anderen europäischen Ländern Tombak, Daf, Udu und Rahmentrommeln und veranstaltet regelmäßig Workshops, z. B. seit 2009 einwöchige Percussioncamps zusammen mit anderen Musikern unter dem Titel „Drumming Holiday“.
Sein Bruder Behnam Samani ist ebenfalls ein international tätiger Perkussionist.

## Ensembles und Zusammenarbeiten
Zusammen mit seinem Bruder Behnam spielt Reza Samani seit 1999 im Duo Samani und seit 2000 im Ensemble Zarbâng. Er war bzw. ist außerdem u. a. Mitglied im Nouruz Ensemble, im Barbat Ensemble, im Rumi Ensemble und bei Kosmotronix.
Als Solo- oder Ensemble-Musiker gastierte Samani in den USA, Kanada sowie in verschiedenen Ländern Asiens, Afrikas und Europas. Er spielte an Veranstaltungsorten wie Philharmonie Köln, Philharmonie Luxemburg, Gasteig (München), Elbphilharmonie Hamburg, Philharmonie Essen u. a. sowie bei Musikfestivals wie Ruhrtriennale, Silkroad-Festival (Hongkong), Fez-Festival, Sounds of Arabia (Abu Dhabi), Morgenland-Festival (Osnabrück), Female Voice of Iran (Berlin), Romanischer Sommer (Köln), Villas de Verano (Madrid), Tamburi Mundi (Freiburg), Kölner Percussion-Festival u. a.
Samani arbeitete mit dem Symphonieorchester des norwegischen Radios und Fernsehens (NRK) und trat mit dem Beethoven Orchester Bonn (Arabische Nachtmusik unter Leitung von Ekaterina Klewitz und Jürgen R. Weber im Theater Bonn) auf. SWR, WDR und BR sowie weitere internationale Sender luden ihn zu Produktionen ein.
Im 2018 von Bassem Hawar gegründeten Nouruz Ensemble arbeitet Samani zusammen mit iranischen und arabischen Musikerkollegen an der Schaffung einer zeitgenössischen orientalischen Kunstmusik, die sich weder an rein traditionellen Formen noch an der ägyptisch geprägten Popmusik orientiert. Das Ensemble wurde für die Saison 2019/20 in das „Förderprogramm Musikkulturen“ des Landes NRW aufgenommen.
Eine weitere Zusammenarbeit besteht mit Andreas Heuser und dessen Transorient Orchestra.
Zu den internationalen Musikerinnen und Musikern, mit denen Reza Samani zusammengearbeitet hat, zählen Javid Afsari Rad, Salar Aghili, Hossein Alizadeh,  Rahmatollah Badii, Murat Coskun, Aynur Doğan, Tom Fronza, Ali Ghamsari, Alireza Ghorbani, Sascha Gotowtschikow und dessen World Rhythm Project, Pejman Hadadi, Bassem Hawar, Andreas Heuser, Siamak Jahangiri, Saad Mahmoud Jawad, Maria Jonas, Kayhan Kalhor, Hesen Kanjo, das Trio Khoshravesh, Hakim Ludin, Mahan Mirarab, Kioomars Musayyebi, Julia Ohrmann, Alireza Ostovar,Jens Pollheide, Şivan Perwer, Andrea Piccioni, Yasamin Shahhosseini, Konstantin Wecker, Rageed William und Rita William.

## Preise und Auszeichnungen
Das Album Prima Materia – Al-Rahem Al-Aoual des Nouruz Ensemble (zusammen mit Sanstierce und Ars Choralis Coeln) nach Melodien der Hildegard von Bingen erhielt 2023 den Vierteljahrespreis der Deutschen Schallplattenkritik in der Kategorie „Traditionelle ethnische Musik“.

## Diskografie (Auswahl)
- Samani Ensemble – In Concert (1999)[62]
- Zarbâng Ensemble – Rengineh (2003)[63]
- Zarbâng – Persian and Middle Eastern Percussion (2005)[64]
- Konstantin Wecker – Politische Lieder (2006)[65]
- Behnam Samani, Reza Samani – Daf Duo (2007)[66]
- Zarbâng Ensemble – Naghme-ye Khâbgard (2007)[67]
- Konstantin Wecker – Alles Das Und Mehr (2007)[68]
- Zarbâng Ensemble – Call to Love (2008)[69]
- Delil Dilanar – Zeriye (2009)[70][71]
- Aynur – Rewend (2010)[72]
- Zarbâng Quartet – Peace of Love (2011)[73]
- Rumi Ensemble & Salar Aghili – In The Footprints Of Rumi (2011)[74]
- Alexandra Naumann – Hummingbird (2014)[75]
- Javid Afsari Rad Ensemble – Lalehzar (2017)[76]
- Nouruz Ensemble – Goldener Flügel (2018)[77]
- Reza Samani – Encounters (2021)[78][79]
- Kioomars Musayyebi – A Voice Keeps Calling Me (2021)
- Nouruz Ensemble, Sanstierce, Ars Choralis Coeln – Prima Materia / Al-Rahem Al-Aoual (2022)[80][81]
- Javid Afsari Rad Ensemble & Zarbâng Percussion Ensemble* – Aras (2023)[82]
- Kioomars Musayyebi – Weg zum Mondschein (2024)